# 134178 Markchodas
134178 Markchodas è un asteroide della fascia principale. Scoperto nel 2005, presenta un'orbita caratterizzata da un semiasse maggiore pari a 3,1549180 UA e da un'eccentricità di 0,1482733, inclinata di 1,89947° rispetto all'eclittica.